# Sportsklatring under sommer-OL 2024
Sportsklatring ved Sommer-OL 2024 blev afholdt fra 5. til 10. august 2024 på Site d'escalade du Bourget i Le Bourget.
Der blev konkurreret i fire øvelser, kombinationsøvelse for mænd og kvinder samt hurtighed for mænd og kvinder. Det var anden gang, sportsklatring var på det olympiske program. Sporten var først på det olympiske program, da den blev godkendt som en af Tokyos organisationskomités selvvalgte sportsgrene til sommer-OL 2020 sammen med fire andre sportsgrene. Sportsklatring var også en af de sportsgrene, der blev valgt af Paris' organisationskomité for de olympiske sommerlege 2024.

## Program
| B | Buldring, semifinale | L | Led, semifinale | Q | Kvalifisering | F | Finale |

| Øvelse ↓ / Dato →  | Man 5. | Tir 6. | Ons 7. | Tor 8. | Fre 9. | Lør 10. |
| ------------------ | ------ | ------ | ------ | ------ | ------ | ------- |
| Kombination, mænd  | B      |        | L      |        | F      |         |
| Hurtighed, herrer  |        | Q      |        | F      |        |         |
| Kombination, damer |        | B      |        | L      |        | F       |
| Hurtighed, damer   | Q      |        | F      |        |        |         |

## Medaljeoversigt

### Medaljetabel
*   Værtsnation ( Frankrig)
| Rank           | NOC            | Guld | Sølv | Bronze | Total |
| -------------- | -------------- | ---- | ---- | ------ | ----- |
| 1              | Polen          | 1    | 0    | 1      | 2     |
| 2              | Indonesien     | 1    | 0    | 0      | 1     |
| 2              | Slovenien      | 1    | 0    | 0      | 1     |
| 2              | Storbritannien | 1    | 0    | 0      | 1     |
| 5              | Kina           | 0    | 2    | 0      | 2     |
| 6              | USA            | 0    | 1    | 1      | 2     |
| 7              | Japan          | 0    | 1    | 0      | 1     |
| 8              | Østrig         | 0    | 0    | 2      | 2     |
| Total (8 NOCs) | Total (8 NOCs) | 4    | 4    | 4      | 12    |

### Medaljevindere
| Event               | Guld                          | Sølv                  | Bronze                     |
| ------------------- | ----------------------------- | --------------------- | -------------------------- |
| Kombination, herrer | Toby Roberts · Storbritannien | Sorato Anraku · Japan | Jakob Schubert · Østrig    |
| Kombination, damer  | Janja Garnbret · Slovenien    | Brooke Raboutou · USA | Jessica Pilz · Østrig      |
| Hurtighed, herrer   | Veddriq Leonardo · Indonesien | Wu Peng · Kina        | Sam Watson · USA           |
| Hurtighed, damer    | Aleksandra Mirosław · Polen   | Deng Lijuan · Kina    | Aleksandra Kałucka · Polen |